# Roberto Schwarz
Roberto Schwarz (Viena, 20 de agosto de 1938) es un crítico literario y escritor brasileño cuyo trabajo se enmarca principalmente en el análisis dialéctico entre lo universal y lo local de la literatura brasileña.Fue discípulo del prominente crítico literario brasileño, António Cândido. Parte importante de su trabajo, y la más conocida, se concentra el estudio de la obra de Machado de Assis.

## Biografía
Estudió Ciencias Sociales en la Universidad de São Paulo donde tomó parte desde 1958 a 1959 en un seminario del  Capital de Karl Marx con Fernando Henrique Cardoso, su esposa, Ruth Cardos, Paul Singer, Michael Löwy, entre otros. En 1963 va a Yale a hacer una maestría y en 1976 obtiene un Doctorado en estudios latinoamericanos por la Universidad de París III en el periodo de exilio comenzado en 1968. 
Desde fines de los setenta publica múltiples monografías, piezas de teatro y traducciones. Fue profesor de teoría literaria y literatura comparada de la Universidad de São Paulo hasta 1968 y en la Universidad Estatal de Campinas desde 1978 al 2002.

## Publicaciones

### Ensayos
- A Sereia e o Desconfiado. Río de Janeiro: Civilização Brasileira, 1965. (2ª ed., Río de Janeiro: Paz e Terra, 1981.)
- Ao Vencedor as Batatas: Forma literária e processo social nos inícios do romance brasileiro. São Paulo: Duas Cidades, 1977. (5ª ed., revista. São Paulo: Duas Cidades / Ed. 34, 2000.)
- O Pai de Família e outros estudos. Río de Janeiro: Paz e Terra, 1975.
- (editor). Os Pobres na Literatura Brasileira. São Paulo: Brasiliense, 1983.
- Que Horas São? São Paulo: Companhia das Letras, 1977.
- Um Mestre na Periferia do Capitalismo: Machado de Assis. São Paulo: Duas Cidades, 1990. (3ª ed. São Paulo: Duas Cidades / Ed. 34, 2001.) (en inglés: A Master on the Periphery of Capitalism: Machado de Assis. Traducción de John Gledson. Durham: Duke University Press, 2002).
- Misplaced Ideas: Essays on Brazilian Culture. Ed. and with an introduction by John Gledson. London: Verso, 1992.
- Duas Meninas. São Paulo: Companhia das Letras, 1987.
- Seqüências Brasileiras. São Paulo: Companhia das Letras, 1999.
- Cultura na Política, 1964-1969. Río de Janeiro: Paz e Terra, 2001. (Coleção Leitura).

### Poesía y teatro
- Pássaro na Gaveta. São Paulo: Massao Ohno, 1959. (Poesía)
- Corações Veteranos. Río de Janeiro: Coleção Frenesi, 1974. (Poesía)
- A Lata de Lixo da História. Río de Janeiro: Paz e Terra, 1977. (Teatro)